# Valeriana altaica
Valeriana altaica är en kaprifolväxtart som beskrevs av Georgji Prokopievič Sumnevicz. Valeriana altaica ingår i släktet vänderötter, och familjen kaprifolväxter. Inga underarter finns listade i Catalogue of Life.